# Suối Ea Drich
Suối Ea Drich là một con suối đổ ra Sông Ea Ndrich. Suối có chiều dài 10 km và diện tích lưu vực là 18 km². Suối Ea Drich chảy qua các tỉnh Đắk Nông, Đắk Lắk.